# 槟榔碱
槟榔碱（英语：Arecoline）是一种有机化合物，化学式为C8H13NO2。它可以3-甲氧羰基-1-甲基吡啶鎓碘化物和硼氢化钠的还原反应制得。它和三氟过氧乙酸反应，生成相应的环氧化物。

## 化学
槟榔碱是一种碱，其共轭酸的pKa约为6.8。槟榔碱在蒸汽中易挥发，可与大多数有机溶剂和水混溶，但在溶解盐存在的条件下，可用乙醚从水中提取。槟榔碱能与酸形成盐。 这些盐是结晶的，但通常易潮解：
- 槟榔碱盐酸盐（C8H13NO2•HCl），针状晶体，熔点为158℃
- 槟榔碱氢溴酸盐（C8H13NO2•HBr），在热甲醇中形成细长棱柱状结晶，熔点为177-179℃
- 槟榔碱氯金酸盐（C8H13NO2•HAuCl4），油状液体
- 槟榔碱氯铂酸盐（(C8H13NO2)2•H2PtCl6），在水中形成橙红色菱面体结晶，熔点为176℃
- 槟榔碱甲碘化物（英语：Methiodide）（C8H13NO2•CH3I），形成斜方棱柱状结晶，熔点173-174℃[4]

## 用途
在许多亚洲文化中，人们将槟榔果与蒌叶一起咀嚼，以获得兴奋性效果。
由于槟榔碱具有蕈毒鹼型乙醯膽鹼受體和菸鹼型乙醯膽鹼受體激动剂的特性，它对健康志愿者显示出提高学习能力的作用。阿尔茨海默病的标志之一是认知能力下降，因此槟榔碱被建议作为减缓这一过程的治疗药物。静脉注射槟榔碱确实显示出对阿尔茨海默病患者的言语和空间记忆有一定改善。但由于槟榔碱可能具有致癌性，它并不是这种退行性疾病的首选药物。
有传闻称，槟榔对精神分裂症有短期疗效。在男性精神分裂症患者中，越高的槟榔果摄入量与越轻的症状相关。这启发了占诺美林的研发。
槟榔碱也被用作抗寄生虫药。
2012年，中华人民共和国农业部将氢溴酸槟榔碱列为废止兽药，停止生产和使用。